# Gun (együttes)
A Gun egy hard rock, glam metal, heavy metal együttes Glasgow-ból.

## Története
1987-ben alakultak meg. Eleinte Blind Allez, illetve Phobia volt a nevük. Alapító tagjai: Giuliano Gizzi - gitár, Cami Morlotti - basszusgitár, Mark Rankin - éneklés, Alan Thornton - dobok, David Aitken - gitár.  1988-ban feliratkoztak az A&M Records-hoz. Majd megváltozott a felállás, hiszen Thornton, Aitken és Morlotti kiszálltak a zenekarból. Helyükre Dante Gizzi, Scott Shields és Baby Stafford kerültek. Legelső nagylemezüket 1989-ben adták ki. Legismertebb dalaik a "Better Days" és a "Word Up!". Utóbbi szám az amerikai Cameo nevű funk/R&B együttes ugyanilyen című dalának feldolgozása. 1997-ben feloszlottak, népszerűségük csökkenése miatt, ugyanis az 1997-es "0141 632 6326" című albumuk nem nyerte el a közönség tetszését, a korábbiaknál lágyabb hangzás miatt. A hangzásvilág módosulásában talán az is szerepet játszhat, hogy Andrew Farriss, a lágy zenéjéről hírhedt INXS együttes billentyűse játszott a lemezen. 2005-ben válogatáslemez került piacra az együttes dalaiból, amely egyben koncert-lemeznek is számít. A Gun azonban 2008 óta újból aktív. 

## Tagok
Sűrűek voltak a tagcserék az együttesben.
Jelenlegi felállás:
- Giuliano Gizzi - gitár
- Dante Gizzi - ének
- Paul McManus - dobok
- Andy Carr - basszusgitár
- Tommy C. Gentry - gitár

## Diszkográfia
- Taking On the World (1989)
- Gallus (1992)
- Swagger (1994)
- 0141 632 6326 (1997)
- The Collection (2003)
- The River Sessions (2005)
- Popkiller (2009)
- Break the Silence (2012)
- Frantic (2015)
- Favourite Pleasures (2017)